# كيت إليوت
كيت إليوت (بالإنجليزية: Kate Elliott)‏ هي ممثلة نيوزلندية، ولدت في 30 ديسمبر 1981 بأوكلاند في نيوزيلندا.

## وصلات خارجية
- كيت إليوت على موقع IMDb (الإنجليزية)
- كيت إليوت على موقع قاعدة بيانات الفيلم (الإنجليزية)